# Стодолы (Брянская область)
Стодолы — поселок в Стародубском муниципальном округе Брянской области.

## География
Находится в южной части Брянской области на расстоянии приблизительно 16 км по прямой на юго-восток от районного центра города Стародуб.

## История
Упоминается с середины XIX века как два раздельных хутора Коробкин и Стодолка (Стодола). В 1859 году здесь (территория Стародубского уезда Черниговской губернии) было учтено 4 двора в хуторе Коробкин и 1 двор в хуторе Стодолка. До 2019 года входил в состав Мишковского сельского поселения, с 2019 по 2020 год в состав Десятуховского сельского поселения Стародубского района до их упразднения.

## Население
Численность населения: 27 человек в Коробкине и 2 в Стодолке (1859 год), 57 человек в 2002 году (русские 100 %), 42 в 2010.